# Augustus E. Willson
Augustus Everett Willson, född 13 oktober 1846 i Maysville, Kentucky, död 24 augusti 1931 i Louisville, Kentucky, var en amerikansk republikansk politiker. Han var Kentuckys guvernör 1907–1911.
Willson avlade 1869 kandidatexamen vid Harvard University och studerade sedan juridik vid Harvard Law School. Därefter inledde han en framgångsrik karriär som advokat.
Willson efterträdde 1907 J.C.W. Beckham som guvernör och efterträddes 1911 av James B. McCreary. Han kandiderade utan framgång i senatsvalet 1914. Willson avled 1931 och gravsattes på Cave Hill Cemetery i Louisville.